# Lingua ucraina

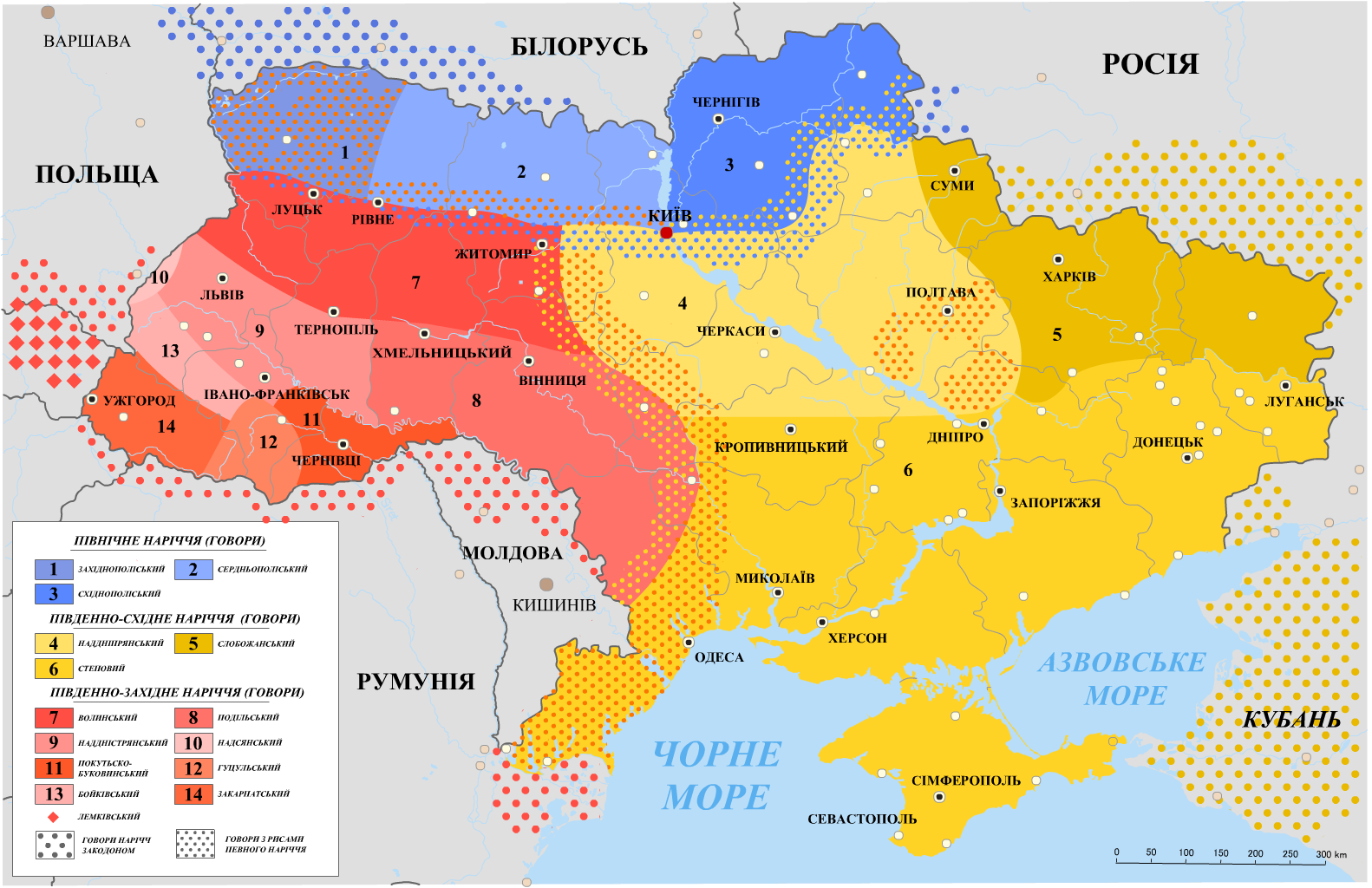
Lingua e dialetti ucraini

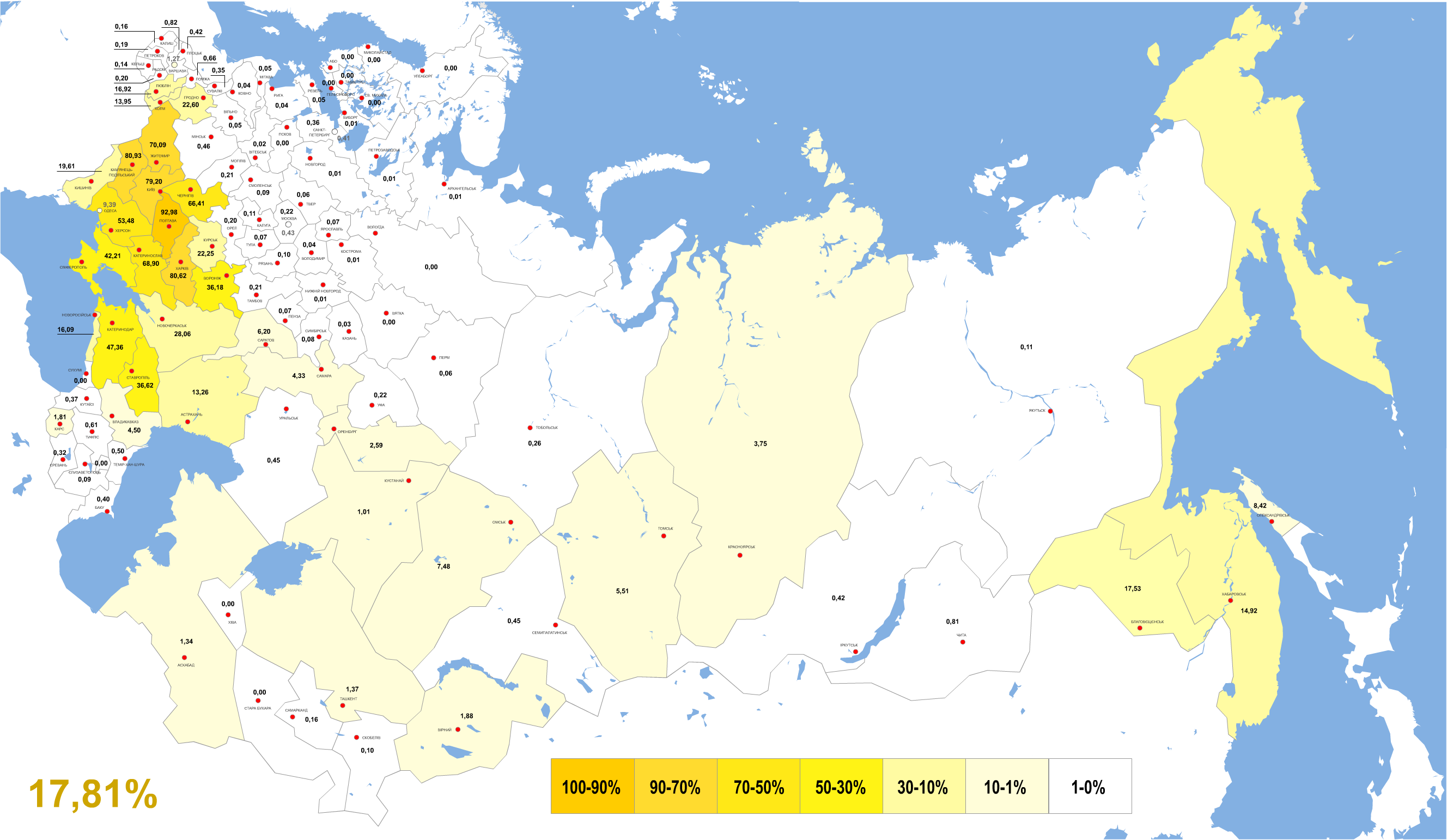
Percentuali di parlanti ucraino nell'Impero russo nel 1897

La lingua ucraina o ucraino (nome nativo: укрaïнська мо́ва?, ukraïns'ka móva; AFI: /ukrɑˈjınʲsʲkɑ ˈmɔwɑ/) è una lingua slava orientale parlata in Ucraina. Per alcuni va identificata anche con la lingua rutena, con riferimento ai parlanti che vivevano nell'Impero austro-ungarico; altri invece ritengono che il ruteno sia una lingua a sé stante e non una semplice variante dialettale dell'ucraino.
Al 2022, è parlata da 33,2 milioni di parlanti totali.

## Distribuzione geografica
Secondo Ethnologue, la lingua ucraina nel 2013 era parlata da 36 milioni di persone, stanziate principalmente nei territori dell'ex - Unione Sovietica e del blocco orientale. La maggior parte dei locutori si trova in Ucraina, dove nel 2001 ne sono stati censiti 32 milioni. Fuori dell'Ucraina, le comunità linguistiche più numerose si trovano in Kazakistan (898 000 locutori), Moldavia (600 000), Polonia (150 000), Romania (57 600) e Lituania (45 000).

### Lingua ufficiale
L'ucraino è lingua ufficiale dello Stato ucraino. È una delle tre lingue ufficiali della Transnistria e una lingua ufficiale in alcune parti della Serbia. In passato è stata la lingua ufficiale della Repubblica Popolare del Kuban'.

## Classificazione
Secondo Ethnologue, la classificazione della lingua ucraina è la seguente:
- Lingue indoeuropee
  - Lingue slave
    - Lingue slave orientali
      - Lingua ucraina

## Storia
La lingua ucraina ha le sue origini nell'antico stato della Rus' di Kiev: era la lingua parlata dal popolo nei suoi territori meridionali tra i secoli X - XIII. L'ucraino ha sofferto della mancanza di un ruolo ufficiale, conseguenza della mancanza di uno stato e di una chiesa ucraini ed ha patito interferenze da parte dei governi avvicendatisi nell'area, ultimo quello russo, ma è sopravvissuto grazie alla sua diffusione nel popolo e alle canzoni folkloristiche. Nell'Ottocento poeti come Taras Ševčenko e Lesja Ukraïnka nell'Impero russo e Ivan Franko nell'Impero austro-ungarico hanno determinato la rinascita dell'ucraino, che ha ottenuto lo statuto di lingua ufficiale con la costituzione della Repubblica Socialista Sovietica Ucraina.

### Le teorie sulla formazione della lingua ucraina
Esistono diverse teorie sulla formazione della lingua ucraina. Le principali accreditate sono due:
1. Quella dello scienziato linguista, slavista e dottore di filosofia Shevel'ov Jurij Volodymyrovych sostiene che la lingua ucraina si è divisa direttamente dal proto-slavo, dopo la divisione di quest'ultimo nelle lingue slave orientali.
2. Quella del linguista Aleksej Aleksandrovič Šachmatov sostiene che il proto-slavo si è evoluto nell'antico slavo orientale, dopodiché nelle varie lingue moderne (bielorusso, ucraino e russo).

### Parlanti nell'Impero russo
Nel censimento dell'Impero russo del 1897 la lingua ucraina risultò il secondo idioma più parlato dell'impero. Secondo la terminologia utilizzata dalla burocrazia imperiale russa, la lingua russa (Русскій) fu suddivisa in ucraina (Малорусскій, 'piccolo russo'), russa (Великорусскій, 'grande russo'), e bielorussa (Бѣлорусскій, 'russo bianco').
La seguente tabella mostra la distribuzione dei madrelingua ucraini ("по родному языку") nei governatorati (guberniya) dell'Impero russo che nel 1897 avevano almeno 100.000 parlanti ucraino.
|                                              | Popolazione totale | Madrelingua ucraini | Madrelingua russi | Madrelingua polacchi |
| -------------------------------------------- | ------------------ | ------------------- | ----------------- | -------------------- |
| Intero impero russo                          | 125.640.021        | 22.380.551 (17,81%) | 55.667.469        | 7.931.307            |
| Area urbana                                  | 16.828.395         | 1.256.387 (7,47%)   | 8.825.733         | 1.455.527            |
| Area rurale                                  | 108.811.626        | 21.124.164 (19,41%) | 46.841.736        | 6.475.780            |
| Regioni                                      |                    |                     |                   |                      |
| "Russia europea" incl. Ucraina e Bielorussia | 93.442.864         | 20.414.866 (21,85%) | 48.558.721        | 1.109.934            |
| Governatorato della Vistola                  | 9.402.253          | 335.337 (3,57%)     | 267.160           | 6.755.503            |
| Governatorato del Caucaso                    | 9.289.364          | 1.305.463 (14,05%)  | 1.829.793         | 25.117               |
| Siberia                                      | 5.758.822          | 223.274 (3,88%)     | 4.423.803         | 29.177               |
| Asia centrale                                | 7.746.718          | 101.611 (1,31%)     | 587.992           | 11.576               |
| Suddivisioni                                 |                    |                     |                   |                      |
| Governatorato della Bessarabia               | 1.935.412          | 379.698 (19,62%)    | 155.774           | 11.696               |
| Volinia                                      | 2.989.482          | 2.095.579 (70,10%)  | 104.889           | 184.161              |
| Voronezh                                     | 2.531.253          | 915.883 (36,18%)    | 1.602.948         | 1.778                |
| Provincia dei Cosacchi del Don               | 2.564.238          | 719.655 (28,07%)    | 1.712.898         | 3.316                |
| Governatorato di Ekaterinoslav               | 2.113.674          | 1.456.369 (68,90%)  | 364.974           | 12.365               |
| Governatorato di Kiev                        | 3.559.229          | 2.819.145 (79,21%)  | 209.427           | 68.791               |
| Governatorato di Kursk                       | 2.371.012          | 527.778 (22,26%)    | 1.832.498         | 2.862                |
| Governatorato di Podolia                     | 3.018.299          | 2.442.819 (80,93%)  | 98.984            | 69.156               |
| Governatorato di Poltava                     | 2.778.151          | 2.583.133 (92,98%)  | 72.941            | 3.891                |
| Governatorato della Tauride                  | 1.447.790          | 611.121 (42,21%)    | 404.463           | 10.112               |
| Governatorato di Char'kov                    | 2.492.316          | 2.009.411 (80,62%)  | 440.936           | 5.910                |
| Governatorato di Cherson                     | 2.733.612          | 1.462.039 (53,48%)  | 575.375           | 30.894               |
| Città di Odessa                              | 403.815            | 37.925 (9,39%)      | 198.233           | 17.395               |
| Governatorato di Černigov                    | 2.297.854          | 1.526.072 (66,41%)  | 495.963           | 3.302                |
| Governatorato di Lublino                     | 1.160.662          | 196.476 (16,93%)    | 47.912            | 729.529              |
| Governatorato di Siedlce                     | 772.146            | 107.785 (13,96%)    | 19.613            | 510.621              |
| Provincia di Kuban                           | 1.918.881          | 908.818 (47,36%)    | 816.734           | 2.719                |
| Stavropol                                    | 873.301            | 319.817 (36,62%)    | 482.495           | 961                  |
| Distretto di Brest-Litovsk                   | 218.432            | 140.561 (64,35%)    | 17.759            | 8.515                |

Sebbene nelle regioni rurali delle province ucraine l'80% degli abitanti avesse affermato che l'ucraino era la propria lingua madre nel censimento del 1897 (per il quale sono riportati i risultati sopra), nelle regioni urbane solo il 32,5% della popolazione dichiarò l'ucraino come lingua madre. Ad esempio, a Odessa (allora parte dell'Impero russo), all'epoca la più grande città nel territorio dell'attuale Ucraina, solo il 5,6% della popolazione affermò che l'ucraino fosse la propria lingua madre. Fino agli anni '20 la popolazione urbana in Ucraina crebbe più velocemente del numero di parlanti ucraini. Ciò implica che ci fu un declino relativo nell'uso della lingua ucraina. Ad esempio, a Kiev, il numero di persone che affermavano che l'ucraino era la loro lingua madre diminuì dal 30,3% nel 1874 al 16,6% nel 1917.

## Fonologia
La lingua ucraina ha sei vocali ([a], [e], [i], [ɪ], [o], [u]) e due semivocali ([j], [ʋ]). La combinazione di [j] con alcune delle vocali viene rappresentata da singoli grafemi ([ja] = я, [je] = є, [ji] = ї, [ju] = ю). I gruppi [jɪ] (йи) e [jo] (йо) vengono scritti utilizzando due lettere.
La maggior parte delle consonanti esiste in tre forme: dura, debole (palatalizzata) e lunga, ad esempio, [l], [lʲ], [ll] o [n], [nʲ], [nn]. Scrivendo le vocali si determina il suono delle consonanti che le precedono. In casi speciali, per esempio alla fine della parola, viene usato uno speciale segno debole per indicare che la consonante è debole. Un apostrofo viene usato per indicare la durezza di una consonante, nei casi in cui la vocale da sé addolcirebbe la consonante precedente. La lettera viene ripetuta per indicare che la consonante è lunga. Gli ucraini così tendono a pronunciare un suono lungo se viene scritto due volte in altre lingue, come in inglese ed in russo.
I suoni [ʣ] e [ʤ] non hanno un grafema unico per esprimerli nell'alfabeto ed entrambi vengono resi con due lettere (дз e дж). Comunque sono due fonemi unici piuttosto che suoni separati [d z] e [d ʒ].
La divergenza nella pronuncia tra il suono ucraino [ɦ] e il russo [g] (in cirillico г) è già stata discussa sopra. Un'altra divergenza fonetica delle due lingue è la realizzazione di /v/ (in cirillico в). Mentre in russo viene pronunciata come [v], in ucraino viene pronunciata come [ʋ], una via di mezzo tra il suono di [v] in "vittoria" e il suono di [w] inglese in "water".
La versione ucraina dell'alfabeto cirillico è per lo più fonetica con l'eccezione di tre suoni che non hanno dei grafemi per sé; sono complesse ma intuitive per un nativo le regole di indebolimento o di durezza delle consonanti a causa delle vocali che le seguono.

## Grammatica
L'ucraino possiede sette casi (відмінки):
- nominativo (називний відмінок);
- genitivo (родовий відмінок);
- dativo (давальний відмінок);
- accusativo (знахідний відмінок);
- strumentale (орудний відмінок);
- locativo (місцевий відмінок);
- vocativo (oкличний відмінок).

Il vocativo è una forma usata per rivolgersi a qualcuno, per chiamare, e non viene considerata come un complemento della frase.
I sostantivi, gli aggettivi ed i pronomi vengono declinati, oltre che nei sette casi, anche in tre generi (maschile, femminile e neutro) e due numeri (singolare e plurale). A seconda del genere e della desinenza i sostantivi vengono spesso suddivisi in declinazioni (відміна).
L'ucraino riconosce tre categorie di tempo (passato, presente e futuro) del verbo e la categoria dell'aspetto, come nelle altre lingue slave. Ogni verbo esiste in due aspetti: imperfettivo e perfettivo. Nel significato lessicale queste coppie sono identiche. La forma imperfettiva del verbo esprime un'azione nel passato, nel presente, o nel futuro, che si attua in uno spazio di tempo indefinito, che riguarda la durata stessa dell'azione o che non è conclusa. La forma perfettiva del verbo presenta solamente la forma verbale del passato e del presente (che ha valore di futuro). Questa caratteristica del verbo permette di esprimere diverse funzioni, nonostante la scarsezza delle informazioni temporali.

## Vocabolario
La lingua ucraina condivide la maggior parte del lessico con le altre lingue slave, in maggior parte con il polacco e il bielorusso.

## Sistema di scrittura
Viene scritta principalmente usando l'alfabeto cirillico ucraino (che è il sistema di scrittura ufficiale in Ucraina) ma si usa anche il latynka.

### Alfabeto cirillico ucraino
| Maiuscolo e minuscolo | Traslitterazione scientifica | Pronuncia IPA |
| --------------------- | ---------------------------- | ------------- |
| А а                   | A a                          | /a/           |
| Б б                   | B b                          | /b/, /bʲ/     |
| В в                   | V v                          | /ʋ/, /vʲ/     |
| Г г                   | H h                          | /ɦ/           |
| Ґ ґ                   | G g                          | /g/           |
| Д д                   | D d                          | /d/, /dʲ/     |
| Е е                   | E e                          | /e/           |
| Є є                   | Je je                        | /je/, /ʲe/    |
| Ж ж                   | Ž ž                          | /ʐ/, /ʐʲ/     |
| З з                   | Z z                          | /z/, /zʲ/     |
| И и                   | Y y                          | /ɨ/           |
| І і                   | I i                          | /i/, /ʲi/     |
| Ї ї                   | Ji ji                        | /ji/          |
| Й й                   | J j 1                        | /j/           |
| К к                   | K k, C c                     | /k/, /kʲ/     |
| Л л                   | L l                          | /l/, /lʲ/     |
| М м                   | M m                          | /m/, /mʲ/     |
| Н н                   | N n                          | /n/, /nʲ/     |
| О о                   | O o                          | /o/           |
| П п                   | P p                          | /p/, /pʲ/     |
| Р р                   | R r                          | /r/, /rʲ/     |
| С с                   | S s                          | /s/, /sʲ/     |
| Т т                   | T t                          | /t/, /tʲ/     |
| У у                   | U u                          | /u/           |
| Ф ф                   | F f                          | /f/, /fʲ/     |
| Х х                   | Ch ch                        | /x/           |
| Ц ц                   | C c, Ts ts                   | /ʦ/, /ʦʲ/     |
| Ч ч                   | Č č, Tš tš                   | /tʂ/          |
| Ш ш                   | Š š                          | /ʂ/           |
| Щ щ                   | Šč šč, Štš štš               | /ʂtʂ/         |
| Ь ь                   | ` / j 2 (palatalizzatore)    | /ʲ/           |
| Ю ю                   | Ju ju                        | /ju/, /ʲu/    |
| Я я                   | Ja ja                        | /ja/, /ʲa/    |
| '                     | ' 3                          |               |

Note:

1: cade solo prima di o

2: solo dopo consonante; non esiste una versione maiuscola; palatalizza la precedente consonante; „j“ prima di „o“, altrove „`“

3: solo tra consonanti labiali e „j“ + vocale; nella trascrizione si può anche non trovare

### Alfabeto latino ucraino
| Aa | Bb | Cc | Ćć | Czcz | Dd   | Ďď | Ee | Ff | Gg |
| Hh | Ii | Jj | Kk | Ll   | Łł   | Mm | Nn | Ńń | Oo |
| Pp | Rr | Ŕŕ | Ss | Śś   | Szsz | Tt | Ťť | Uu | Ww |
| Yy | Zz | Źź | Žž |      |      |    |    |    |    |